# 耶雷·莱赫蒂宁
耶雷·莱赫蒂宁（芬蘭語：Jere Lehtinen，1973年6月24日—），芬兰男子冰球运动员。他曾代表芬兰参加1994年、1998年、2002年、2006年和2010年冬季奥林匹克运动会冰球比赛，共获得一枚银牌和三枚铜牌。